# Der Alte Dessauer (Theaterstück)
Der Alte Dessauer. Historisches Spektakel nach Karl Mays Humoresken ist ein Lustspiel von Karl Thiele nach Motiven von Karl May, das am 29. Juni 2012 vom Anhaltischen Theater in Dessau uraufgeführt wurde.

## Anlass
Leopold I., Fürst von Anhalt-Dessau, ist eine der schillerndsten und zugleich widersprüchlichsten Figuren in der Geschichte Anhalts. Diesem „knorrigen Haudegen“ hat sich Karl May in seinen Humoresken (erschienen im Karl-May-Verlag) gewidmet. Den Plan, einen Schwank über jenen „Alten Dessauer“ zu verfassen, hat er allerdings nie in die Tat umsetzen können.
Anlässlich der Feierlichkeiten „800 Jahre Anhalt“ und in dem Jahr, in dem sich der Todestag Karl Mays zum hundertsten Mal jährte, kam ein Lustspiel über den „Alten Dessauer“ auf die Bühne, das vor allem den anekdotischen Nachlass dieser legendären Gestalt ins Bewusstsein rückte.

## Literarische Vorlagen
Die Handlung des Bühnenstücks folgte weitgehend Mays „Ein Fürst-Marschall als Bäcker“, angereichert mit Figuren und Motiven aus weiteren „Dessauer“-Geschichten: Die Nebenhandlung um Emma und weitere kurze Szenen stammen aus der Humoreske „Ein Stücklein vom Alten Dessauer“ (heutiger Titel in Band 42 der Gesammelten Werke: „Der Pflaumendieb“), die Konfrontation mit einem Wachtmeister, dem Leopold einen Vorwurf daraus macht, dass er seine fehlerhaft hingekritzelte Order nicht lesen kann, wurde aus „Drei Feldmarschalls“ entliehen, die Gestalt der Mutter Röse, der Wirtin im Schlussbild, aus „Fürst und Reitknecht“ (heute: „Seelenverkäufer“).

## Inhalt
Fürst Leopold I. braucht Verstärkung gegen Prinz Friedrich Ludwig von Hannover. Um neue Soldaten zu rekrutieren und sich nebenbei die Liebschaft seines Feldwebels anzuschauen, mischt er sich inkognito, verkleidet als Bäckergeselle, unters Volk. Da man aber fürstliches Benehmen nicht einfach mit der Kleidung abstreifen kann, entspinnt sich bald ein irrwitziges Spiel um seine wahre Identität.
Die militärischen und privaten Knoten wurden folgendermaßen geschürzt:
Ernst von Hartegg, ein Offizier aus dem feindlichen Hannover überbrachte eine Beschwerde seines Prinzen, weil Leopold auf dessen Territorium Soldaten anwerben ließ. Die angespannte, bei Leopolds cholerischem Temperament bis zu Schlägen eskalierende Atmosphäre machte eine Werbung Harteggs in eigener Sache aussichtslos: Er wollte Auguste von Liebau heiraten, eine Landestochter des „Dessauers“, die sich vor den Nachstellungen des hannoverschen Prinzen ins Grenzgebiet auf das Schloss Lüchow geflüchtet hatte.
Noch von zwei weiteren grenzüberschreitenden Eheplänen hörte der Fürst bei seiner Audienz: Sein eigener Feldwebel hatte ein Auge auf die Hannoveranerin Anna Grunert geworfen, die als Augustes Gesellschafterin ebenfalls auf Schloss Lüchow lebte, der aber ihr Stiefvater, der Gastwirt und Bäcker Hillmann, die Ehe verbot. Eine weitere Liebesgeschichte rankte sich um eine sächsische Adlige: Emma – Karl May war frisch verliebt, als er 1875 die Vorlage schrieb – war vor der befohlenen Standesehe aus Dresden geflohen, um einen anhaltischen Soldaten zu heiraten.
„Auf Schloss Lüchow“ machte sich dann nicht nur der hannoversche Prinz erfolglos an Auguste heran, auch Leopold sondierte, als Bäckergeselle verkleidet, die Lage, bevor er in der „Werbestation Gardelegen“ seine Rekruten exerzieren ließ. Nach der Pause trank in „Gasthaus und Bäckerei Hillmann“ der falsche Geselle mit dem Wirt und dessen Söhnen um die Wette und machte sich dann im Rausch und voller Dilettantismus ans Backen. Schließlich zeigten im „Wirtshaus ,Zum Alten Dessauer‘“ Tänzer- und Turnergruppen ihr Können und sorgten für Volksfest-Atmosphäre, bis zu beiden Seiten der Zuschauerplätze anhaltische und hannoversche Soldaten aufeinander anlegten und Leopold zum Finale blies: Er ließ den feindlichen Prinzen fesseln, Hillmann samt Söhnen in den Armeedienst abführen und gab drei glücklichen Paaren seinen Segen.

## Rezensionen
Rezensionen zur Uraufführung schrieben:
- Thomas Altmann: Schnurrwichs trifft Moderne. in: Mitteldeutsche Zeitung, 2. Juli 2012 (online)
- Helmut Rohm: Karl Thiele inszeniert nach Karl-May-Humoresken. Sommer-Open-Air des Anhaltischen Theaters. Eine kurzweilige Reise in die Historie, in: Volksstimme, 5. Juli 2012 (online)
- Henning Franke: Der Fürst und die Raupen – Eine Karl-May-Rarität am Originalschauplatz: „Der Alte Dessauer“ bot in Dessau reines Vergnügen. In: Karl May & Co. Nr. 130/2012, S. 82–84:

„Werktreue bis hin zum Originaltext, gut aufgelegte Darsteller und eine Volksfest-Atmosphäre, die sich in der Pause auf Zuschauer und Getränkeverkäufer übertrug, machte die Vorstellung zum reinen Vergnügen.
Aus dem durchweg guten Ensemble des Anhaltischen Theaters Dessau ragte Karl Thiele heraus, der als Regisseur seine Kollegen ebenso gut führte wie als Fürst seine Untertanen. Kongenial war die Leistung, die Hans-Jürgen Müller-Hohensee gleich in vier grundverschiedenen Rollen zeigte: in der Rahmenhandlung als Stadtführer, in der Audienzszene als Geheimrat, in der Haupthandlung als Bäcker Hillmann und beim Volksfest als Witzeerzähler Gaudimax, dessen Text ständig unterbrochen wurde, um mal den Fürsten und seinen Feldwebel, mal den Prinzen und seinen Offizier zu zeigen, die sich gegenseitig belauerten. Als Prinz zeichnete Thorsten Köhler die herrliche Karikatur eines unwürdigen Herrschers, der sich mit weiß gepuderten Wangen und rot geschminkten Lippen dem albernen Schönheitsideal seiner Zeit unterwarf. Als Feldwebel war Gerald Fiedler ein gestandenes Mannsbild, das äußerlich an Siegfried Wischnewski erinnerte, den Hagen aus Harald Reinls zweiteiligem Film „Die Nibelungen“. Als resolut zupackende Anna war Susanne Hessel die passende Herzdame für ihn, die selbst dem Fürsten mit Ohrfeigen Paroli bot, wenn er unverschämt wurde. Und als Auguste wertete Katja Sieder ihre textlich etwas blasse Adligen-Rolle durch wortlose Kommentare auf, wenn sie Annas prallen Busen neidvoll mit ihrem eigenen, weniger üppigen verglich.
Selbst in der Pause ging das Stück weiter: Ein Invalide aus Leopolds Schlachten bettelte eine Marketenderin an, die sich von ihm nicht beim Getränkeverkauf stören lassen wollte – alle Beteiligten waren mit einem Spaß bei der Sache, der das Publikum ansteckte. „Empfehlen Sie uns weiter“, bat ein Bühnenarbeiter, als er sich an den Abbau machte. Leider war dazu zwischen der Premiere am 29. Juni und der letzten Vorstellung am 8. Juli nur zehn Tage lang Gelegenheit. „Vielleicht können wir es ja wieder spielen“, entgegnete der Arbeiter auf diesen Einwand. Allen, die im Sommer nicht nach Dessau gekommen sind, ist das zu wünschen.“

## Sonstiges
Ursprünglich sollte die Open-Air-Veranstaltung im Georgenpark stattfinden. Wegen Schädlingsbefalls (Raupenplage) wurde sie aber kurzfristig auf die Wiese am Bauhaus verlegt, worauf im Stück mehrfach Bezug genommen wurde.

## Quelle
- Eintrag im Karl-Mai-Wiki zum Theaterstück